# Coupe du monde de combiné nordique 2007-2008
Navigation
2006–2007 2008–2009
| \| Kuusamo Trondheim Ramsau am Dachstein Oberhof Schonach Val di Fiemme Klingenthal Seefeld in Tirol Liberec Zakopane Lahti Oslo \| Les sites des compétitions |
| Kuusamo Trondheim Ramsau am Dachstein Oberhof Schonach Val di Fiemme Klingenthal Seefeld in Tirol Liberec Zakopane Lahti Oslo                                  |

La coupe du monde de combiné nordique 2008 débute le 30 novembre 2007 à Kuusamo (Finlande) et s'achève le 9 mars 2008 à Oslo (Norvège). Leader du classement général pratiquement du début à la fin de la saison, l'Allemand Ronny Ackermann remporte la coupe du monde de combiné nordique pour la troisième fois de sa carrière après 2002 et 2003. Il devance le Norvégien Petter Tande auteur d'une bonne fin de saison et l'Américain Bill Demong.
Un temps concurrencé par son compatriote Björn Kircheisen, Ackermann succède au Finlandais Hannu Manninen trop irrégulier et seulement auteur de deux top-3 durant l'hiver. Déjà titré au général, Ronny Ackermann inscrit également son nom au palmarès de la coupe du monde de sprint en devançant le tenant du titre Jason Lamy-Chappuis.

## Classements
| Rang | Nom                 | Pays       | Points |
| ---- | ------------------- | ---------- | ------ |
| 1    | Ronny Ackermann     | Allemagne  | 1174   |
| 2    | Petter Tande        | Norvège    | 978    |
| 3    | Bill Demong         | États-Unis | 902    |
| 4    | Bernhard Gruber     | Autriche   | 894    |
| 5    | Jason Lamy-Chappuis | France     | 776    |
| 6    | Christoph Bieler    | Autriche   | 766    |
| 7    | Eric Frenzel        | Allemagne  | 752    |
| 8    | Björn Kircheisen    | Allemagne  | 676    |
| 9    | Magnus Moan         | Norvège    | 667    |
| 10   | David Kreiner       | Autriche   | 622    |

| Rang | Nom                 | Pays       | Points |
| ---- | ------------------- | ---------- | ------ |
| 1    | Ronny Ackermann     | Allemagne  | 508    |
| 2    | Jason Lamy-Chappuis | France     | 504    |
| 3    | Bernhard Gruber     | Autriche   | 497    |
| 4    | Christoph Bieler    | Autriche   | 468    |
| 5    | Petter Tande        | Norvège    | 396    |
| 6    | Bill Demong         | États-Unis | 394    |
| 7    | Magnus Moan         | Norvège    | 332    |
| 8    | Björn Kircheisen    | Allemagne  | 314    |
| 9    | Eric Frenzel        | Allemagne  | 312    |
| 10   | David Kreiner       | Autriche   | 304    |

| \| Rang \| Pays \| Victoire(s) / Podium(s) \| Points \| \| ---- \| ------------------ \| ----------------------- \| ------ \| \| 1 \| Allemagne \| 8 / 21 \| 3341 \| \| 2 \| Autriche \| 4 / 14 \| 2911 \| \| 3 \| Norvège \| 5 / 9 \| 2329 \| \| 4 \| États-Unis \| 1 / 7 \| 1184 \| \| 5 \| Finlande \| 0 / 4 \| 1158 \| \| 6 \| France \| 2 / 4 \| 993 \| \| 7 \| Japon \| 0 / 0 \| 643 \| \| 8 \| Suisse \| 0 / 1 \| 422 \| \| 9 \| République tchèque \| 0 / 0 \| 220 \| \| 10 \| Russie \| 0 / 0 \| 11 \| |                    |                         |        |
| Rang | Pays               | Victoire(s) / Podium(s) | Points |
| 1 | Allemagne          | 8 / 21                  | 3341   |
| 2 | Autriche           | 4 / 14                  | 2911   |
| 3 | Norvège            | 5 / 9                   | 2329   |
| 4 | États-Unis         | 1 / 7                   | 1184   |
| 5 | Finlande           | 0 / 4                   | 1158   |
| 6 | France             | 2 / 4                   | 993    |
| 7 | Japon              | 0 / 0                   | 643    |
| 8 | Suisse             | 0 / 1                   | 422    |
| 9 | République tchèque | 0 / 0                   | 220    |
| 10 | Russie             | 0 / 0                   | 11     |

## Calendrier et podiums
| Date              | Lieu                               | Épreuve    | Vainqueur           | Deuxième            | Troisième         | Détails           |
| 30 novembre 2007  | Kuusamo                            | Gundersen  | Ronny Ackermann     | Johnny Spillane     | Christoph Bieler  |                   |
| 1er décembre 2007 | Kuusamo                            | Sprint     | Björn Kircheisen    | Hannu Manninen      | Bill Demong       |                   |
| 8 décembre 2007   | Trondheim                          | Gundersen  | Bill Demong         | Björn Kircheisen    | Ronny Ackermann   |                   |
| 9 décembre 2007   | Trondheim                          | Sprint     | Christoph Bieler    | Jason Lamy-Chappuis | Bernhard Gruber   |                   |
| 15 décembre 2007  | Ramsau                             | Mass start | Björn Kircheisen    | Bernhard Gruber     | Petter Tande      |                   |
| 16 décembre 2007  | Ramsau                             | Hurricane  | Björn Kircheisen    | Ronny Ackermann     | Tino Edelmann     |                   |
| 30 décembre 2007  | Oberhof                            | Gundersen  | Magnus Moan         | Bill Demong         | Petter Tande      |                   |
| 5 janvier 2008    | Schonach                           | Sprint     | Jason Lamy-Chappuis | Bill Demong         | Magnus Moan       |                   |
| 6 janvier 2008    | Schonach (Coupe de la Forêt-noire) | Gundersen  | Petter Tande        | Hannu Manninen      | Ronny Ackermann   |                   |
| 12 janvier 2008   | Val di Fiemme                      | Gundersen  | Ronny Ackermann     | Bill Demong         | Sebastian Haseney |                   |
| 13 janvier 2008   | Val di Fiemme                      | Sprint     | Sebastian Haseney   | Jason Lamy-Chappuis | David Kreiner     |                   |
| 19 janvier 2008   | Klingenthal                        | Mass start | Eric Frenzel        | Ronny Ackermann     | Anssi Koivuranta  |                   |
| 20 janvier 2008   | Klingenthal                        | Sprint     | Ronny Ackermann     | Eric Frenzel        | David Kreiner     |                   |
| 26 janvier 2008   | Seefeld                            | Sprint     | Christoph Bieler    | Magnus Moan         | Ronny Ackermann   |                   |
| 27 janvier 2008   | Seefeld                            | Sprint     | Jason Lamy-Chappuis | Bernhard Gruber     | Christoph Bieler  |                   |
| 15 février 2008   | Liberec                            | Sprint     | Épreuve annulée     | Épreuve annulée     | Épreuve annulée   | Épreuve annulée   |
| 16 février 2008   | Liberec                            | Mass start | Petter Tande        | Anssi Koivuranta    | Ronny Ackermann   |                   |
| 17 février 2008   | Liberec                            | Sprint     | Épreuves annulées   | Épreuves annulées   | Épreuves annulées | Épreuves annulées |
| 23 février 2008   | Zakopane                           | Mass start | Épreuves annulées   | Épreuves annulées   | Épreuves annulées | Épreuves annulées |
| 24 février 2008   | Zakopane                           | Sprint     | Bernhard Gruber     | Tommy Schmid        | Bill Demong       |                   |
| 29 février 2008   | Lahti                              | Gundersen  | Petter Tande        | Eric Frenzel        | Ronny Ackermann   |                   |
| 1er mars 2008     | Lahti                              | Sprint     | Épreuve annulée     | Épreuve annulée     | Épreuve annulée   | Épreuve annulée   |
| 8 mars 2008       | Oslo                               | Gundersen  | Bernhard Gruber     | Christoph Bieler    | Ronny Ackermann   |                   |
| 9 mars 2008       | Oslo                               | Sprint     | Petter Tande        | Mario Stecher       | Bernhard Gruber   |                   |